# Magical Mystery Tour
Magical Mystery Tour és un àlbum del grup The Beatles, produït per George Martin, que inclou les sis cançons de la banda sonora de la pel·lícula homònima de l'any 1967. El format de l'enregistrament publicat al Regne Unit el 8 de desembre de 1967, va ser un doble EP de sis temes publicat pel segell Parlophone, mentre que als EUA l'enregistrament, que va sortir a la venda 11 dies abans, el 27 de novembre de 1967, va ser un LP amb onze pistes publicat per Capitol Records, en el qual s'hi van afegir els tema dels singles de la banda que havien aparegut durant aquell any. El doble EP també va ser llançat a Alemanya, França, Espanya, Iugoslàvia, Austràlia i Japó.
L'estructura del disc aparegut als EUA va ser adoptada com la versió oficial de l'enregistrament quan en la dècada de 1980 es va actualitzar el catàleg de The Beatles per a la versió digital apareguda en CD. L'àlbum va ser remasteritzat el 9 de setembre 2009 per primera vegada des del llançament del CD. La banda sonora va ser un èxit comercial i de crítica, arribant a ser número 1 en la llista d'àlbums de música Estats Units i també va ser nominat als premis Grammy, tot i el relatiu fracàs de crítica i comercial de la pel·lícula Magical Mystery Tour.

## Llista de cançons
Cara A (banda sonora de la pel·lícula)
1. "Magical Mystery Tour"
2. "The Fool on the Hill"
3. "Flying"
4. "Blue Jay Way"
5. "Your Mother Should Know"
6. "I Am the Walrus"

Cara B: singles del 1967 (només als EUA)
1. "Hello, Goodbye"
2. "Strawberry Fields Forever"
3. "Penny Lane"
4. "Baby, You're a Rich Man"
5. "All You Need Is Love"